# Mandriá (Limassol)
Pour les articles homonymes, voir Mandriá.
Mandriá (grec moderne : Μανδριά) est un village de Chypre situé dans le district de Limassol.

## Démographie
En 2011, la population était de 107 habitants.